# Gedeon Alajos
Gedeon Alajos (Alsó-Mecenzéf, 1875. augusztus 6. – Makó, 1926. március 2.) író, tanár.

## Életpályája
Szülei: Gedeon József és Wágner Anna Mária voltak. Az Abaúj-Torna vármegyei Alsó-Mecenzéfen született; középiskoláit Rozsnyó, Eperjes és nagyvárad főgimnáziumaiban végezte. Egyetemi tanulmányait Budapesten, az Eötvös Kollégium tagjaként végezte, magyar-német szakos tanári és bölcsészdoktori oklevéllel végzett. Miniszteri megbízásból tanulmányútra indult, járt Franciaországban, Ausztriában, Németországban és Olaszországban is; Párizsban francia nyelvi diplomát szerzett.
1909-ben Nagyváradon telepedett le, reáliskolai igazgató és tankerületi főigazgató-helyettes lett. A megszálló román csapatok érkezésekor megtagadta az együttműködést és a hűségesküt, ezért folyamatosan atrocitásoknak volt kitéve, fizetést sem kapott. Nincstelenül érkezett meg Makóra, ahol 1920 augusztusában kinevezték a Csanád Vezér Reálgimnázium igazgatójának. Vezetése alatt szilárdult meg a tanulmányi és a fegyelmi helyzet; az intézmény élén haláláig állt. 1926-ban, hosszú betegség után hunyt el.

## Művei
- Csíky Gergely mint drámaíró (1899)
- Német hősmondák (1904)
- Az alsó-mecenzéfi német nyelvjárás hangtana (1905)
- Német stílusgyakorlatok (1906)